# Ейгенсон Моріс Семенович
Моріс Семенович Ейгенсон (21 січня 1906, м. Катеринослав, Російська імперія — 15 серпня 1962, м. Львів) — радянський науковець, астроном. Доктор фізико-математичних наук, професор.

## Життєпис
Народився у місті Катеринославі (нині місто Дніпро)). У 1927 році закінчив Ленінградський університет. Після закінчення аспірантури при цьому ж університеті викладав у ньому (з 1939 — професор). Одночасно у 1934—1953 роках працював у Пулковській обсерваторії (у 1938-1951 завідував відділом служби Сонця). У 1937—1951 роках був головою Сонячної комісії Астрономічної ради АН СРСР, керував роботою мережі служби Сонця в СРСР. З 1953 року — професор Львівського державного університету імені Івана Франка, у 1953-1959 роках — директор обсерваторії Львівського університету.
Наукові праці присвячені позагалактичній астрономії та космології, а також вивченню сонячної активності. У циклі робіт 1935—1938 років досліджував галактичне поглинання світла. Першим показав, що в усіх спіральних галактиках, а не лише в тих, які ми бачимо «з ребра», є поглинаюча речовина; першим вказав на наявність темної матерії між галактиками; розробив нові методи визначення оптичної товщини Галактики. Остаточно встановив відсутність систематичної орієнтації в напрямках осей обертання в спіральних галактик — факт, що має велике космогонічне значення. Ейгенсон є автором першої у вітчизняній літературі монографії, присвяченій позагалактичній астрономії, — «Великий Всесвіт» (1936) та монографії «позагалактична астрономія» (1960).
Вивчення закономірностей проявів сонячної активності та її впливу на геофізичні явища дозволило Ейгенсону скласти науково обґрунтовані прогнози деяких процесів на Землі, обумовлених Сонцем. Він запропонував нові індекси сонячної активності, встановив існування вікового сонячного циклу, який проявляється в деяких геофізичних явищах. Керував створенням колективної монографії «Сонячна активність і її земні прояви» (1948), написав «Нариси фізико-географічних проявів сонячної активності» (1957). У 1957-1958 виконав велику роботу з організації спостережень за програмою Міжнародного геофізичного року.